# Élevage à la main

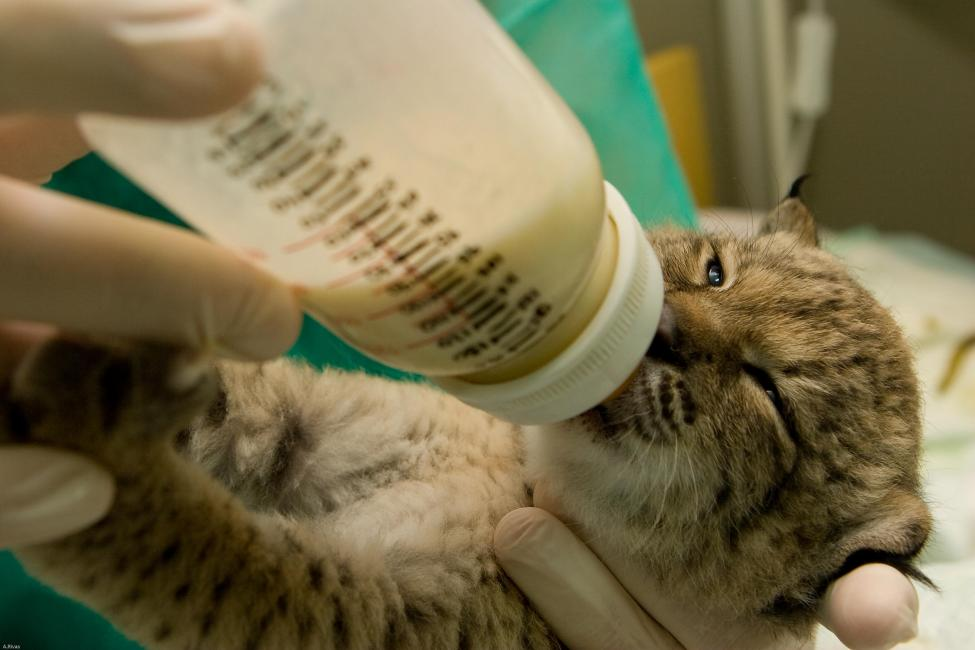
L'allaitement au biberon d'un bébé lynx ibérique.

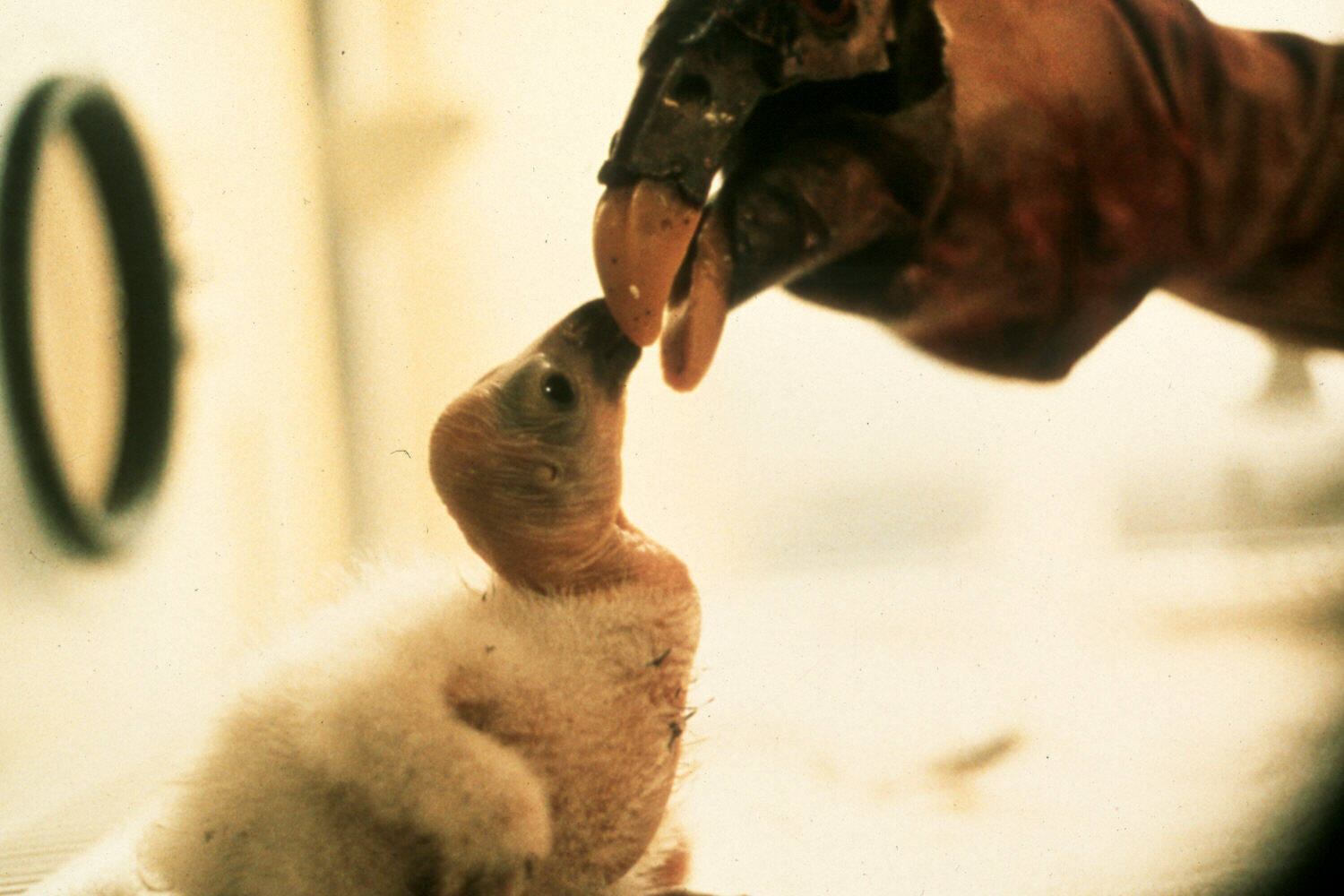
L'alimentation avec des marionnettes d'un poussin de condor de Californie.

L'élevage à la main ou l'élevage artificiel est la procédure consistant à soigner et à nourrir des animaux juvéniles par des êtres humains pendant une période où ils seraient normalement nourris par leurs parents.
Pour l'élevage à la main des mammifères, on peut utiliser un biberon avec du lait d'une femelle de son espèce, du lait d'une autre espèce étroitement liée ou une formule de lait maternel appropriée,.
Dans le cas des oiseaux, il peut parfois être nécessaire d'utiliser des marionnettes imitant la tête de la mère avec des caractéristiques clés pour stimuler l'ouverture du bec du poussin et l'ingestion de nourriture.
L'élevage à la main peut entraîner une habituation ou une empreinte de ces animaux envers les êtres humains, avec le risque que les adultes ne montrent pas un comportement normal envers les compagnons de leur espèce, surtout chez les animaux élevés pour leur réintroduction dans la nature. Parmi les difficultés possibles, on trouve l'intégration dans des groupes de congénères, l'apprentissage de comportements naturels, comme la recherche de nourriture et la chasse, le choix du partenaire sexuel, ainsi que l'élevage de leurs propres petits,.
Cependant, en élevage et dans l'élevage d'animaux domestiques, l'habituation des animaux aux humains peut être très utile,.